# Алексеев, Александр Иванович (Герой Советского Союза)
Алекса́ндр Ива́нович Алексе́ев (23 сентября 1922 года — 14 октября 1943 года) — советский офицер, участник Великой Отечественной войны, командир роты 1-го мотострелкового батальона 69-й механизированной бригады 9-го механизированного корпуса 3-й гвардейской танковой армии Воронежского фронта, Герой Советского Союза (10.01.1944), лейтенант.

## Биография
Родился 23 сентября 1922 года в деревне Селищи (ныне Калязинского района Тверской области) в крестьянской семье. Русский. Образование неполное среднее, окончил курсы землеустроителей, работал техником-землеустроителем в городе Загорск (с 1991 года — Сергиев Посад) Московской области.
В Красной армии с 1941 года. В 1942 году окончил Московское военное пехотное училище и был направлен на фронт.
Командир роты 1-го мотострелкового батальона 69-й механизированной бригады (9-й механизированный корпус, 3-я гвардейская танковая армия, Воронежский фронт) комсомолец лейтенант Александр Алексеев в ночь на 22 сентября 1943 года в числе первых переправился через реку Днепр в районе села Григоровка Каневского района (ныне — Черкасской области Украины).
Рота под командованием лейтенанта Алексеева овладела плацдармом и прочно удерживала его.
13 октября 1943 года рота Алексеева А. И. вновь отличилась в боях с крупными силами противника.
Лейтенант Алексеев А. И. погиб 14 октября 1943 года при отражении вражеской контратаки.
Указом Президиума Верховного Совета СССР «О присвоении звания Героя Советского Союза генералам, офицерскому, сержантскому и рядовому составу Красной Армии» от 10 января 1944 года за «образцовое выполнение боевых заданий командования на фронте борьбы с немецко-фашистскими захватчиками и проявленные при этом отвагу и геройство» удостоен посмертно звания Героя Советского Союза.

## Награды
- Медаль «Золотая Звезда» Героя Советского Союза
- Орден Ленина
- Орден Красной Звезды

## Память
- Похоронен в братской могиле в селе Григоровка.
- Имя Героя Советского Союза А. И. Алексеева носит гимназия № 5 г. Сергиева Посада.